# Tournoi d'ouverture du championnat du Chili de football 2004
Navigation
Tournoi précédent Tournoi suivant
Le tournoi d'ouverture de la saison 2004 du Championnat du Chili de football est le premier tournoi de la soixante-douzième édition du championnat de première division au Chili.
La saison sportive est scindée en deux tournois saisonniers, Ouverture et Clôture, qui décerne chacun un titre de champion. Le fonctionnement de chaque tournoi est le même; une première phase voit les dix-huit équipes réparties en quatre poules où elles affrontent les quinze autres équipes une seule fois, les trois premiers de chaque poule se qualifient pour la seconde phase, jouée en matchs à élimination directe. Le vainqueur du tournoi d'Ouverture se qualifie pour la Copa Libertadores 2005 et est protégé de la relégation en fin de saison, tout comme le finaliste.
La relégation est décidée à l'issue du tournoi de Clôture. Un classement cumulé des deux tournois est effectué et les deux derniers de ce classement sont relégués et remplacés par les deux meilleures équipes de Segunda Division, la deuxième division chilienne.
C'est le CF Universidad de Chile qui remporte le tournoi après avoir battu le double tenant du titre, le Club de Deportes Cobreloa en finale. C'est le douzième titre de champion du Chili de l'histoire du club.
Cette victoire est une première pour deux raisons différentes :
- C'est la première fois qu'une finale de tournoi se décide lors de la séance de tirs au but (les buts à l'extérieur ne sont pas pris en compte)
- C'est la première fois qu'une équipe repêchée à l'issue du premier tour remporte le tournoi.

## Les clubs participants
| - Colo Colo - CD Universidad Católica - CF Universidad de Chile - Unión San Felipe - CD Coquimbo Unido - CSD Rangers - Club de Deportes Cobreloa - Club Deportivo Huachipato - CD Everton de Viña del Mar - Promu de Segunda División | - Club de Deportes Cobresal - Unión Española - Deportes Temuco - Audax Italiano - Club Deportivo Palestino - CD Puerto Montt - Deportes La Serena - Promu de Segunda División - CD Universidad de Concepción - Santiago Wanderers |

## Compétition
Le barème utilisé pour établir le classement est le suivant :
- Victoire : 3 points
- Match nul : 1 point
- Défaite : 0 point

### Première phase
Les deux premiers de chaque poule et les deux meilleurs troisièmes se qualifient pour le premier tour, et la meilleure équipe dans chaque groupe non qualifiée dispute le tour préliminaire.
| Rang | Équipe                    | Pts | J  | G  | N | P  | Bp | Bc | Diff |
| ---- | ------------------------- | --- | -- | -- | - | -- | -- | -- | ---- |
| 1    | Colo Colo                 | 33  | 17 | 10 | 3 | 4  | 29 | 25 | +4   |
| 2    | Audax Italiano            | 21  | 17 | 5  | 6 | 6  | 31 | 28 | +3   |
| 3    | Unión San Felipe          | 17  | 17 | 4  | 5 | 8  | 15 | 27 | -12  |
| 4    | Club de Deportes Cobresal | 6   | 17 | 1  | 3 | 13 | 19 | 40 | -21  |

| Rang | Équipe                       | Pts | J  | G | N | P  | Bp | Bc | Diff |
| ---- | ---------------------------- | --- | -- | - | - | -- | -- | -- | ---- |
| 1    | CD Universidad de Concepción | 32  | 17 | 9 | 5 | 3  | 37 | 17 | +20  |
| 2    | Deportes Temuco              | 24  | 17 | 7 | 3 | 7  | 24 | 34 | -10  |
| 3    | CSD Rangers                  | 18  | 17 | 5 | 3 | 9  | 21 | 33 | -12  |
| 4    | Deportes La SerenaP          | 18  | 17 | 5 | 3 | 9  | 32 | 46 | -14  |
| 5    | Club Deportivo Palestino     | 14  | 17 | 4 | 2 | 11 | 34 | 42 | -8   |

|  | Qualification pour la seconde phase               |
|  | T : Tenant du titre P : Promu de Segunda Division |

| Rang | Équipe                      | Pts | J  | G  | N | P  | Bp | Bc | Diff |
| ---- | --------------------------- | --- | -- | -- | - | -- | -- | -- | ---- |
| 1    | Club de Deportes CobreloaT  | 37  | 17 | 11 | 4 | 2  | 39 | 19 | +20  |
| 2    | CD Coquimbo Unido           | 29  | 17 | 9  | 2 | 6  | 39 | 37 | +2   |
| 3    | Unión Española              | 26  | 17 | 7  | 5 | 5  | 35 | 32 | +3   |
| 4    | CD Everton de Viña del MarP | 21  | 17 | 6  | 3 | 8  | 22 | 25 | -3   |
| 5    | CD Universidad Católica     | 19  | 17 | 6  | 1 | 10 | 29 | 19 | +10  |

| Rang | Équipe                    | Pts | J  | G  | N | P | Bp | Bc | Diff |
| ---- | ------------------------- | --- | -- | -- | - | - | -- | -- | ---- |
| 1    | Santiago Wanderers        | 36  | 17 | 11 | 3 | 3 | 37 | 15 | +22  |
| 2    | CF Universidad de Chile   | 30  | 17 | 9  | 3 | 5 | 32 | 21 | +11  |
| 3    | Club Deportivo Huachipato | 27  | 17 | 8  | 3 | 6 | 35 | 31 | +4   |
| 4    | CD Puerto Montt           | 20  | 17 | 5  | 5 | 7 | 27 | 36 | -9   |

### Seconde phase
À l'issue du premier tour, deux équipes sont repêchées pour disputer les quarts de finale.
Tour préliminaire :
| Équipe 1         | Résultat | Équipe 2                   |
| ---------------- | -------- | -------------------------- |
| CSD Rangers      | 3 - 1    | CD Puerto Montt            |
| Unión San Felipe | 2 - 1    | CD Everton de Viña del Mar |

Premier tour :
| Équipe 1                  | Résultat | Équipe 2                     | Aller | Retour   |
| ------------------------- | -------- | ---------------------------- | ----- | -------- |
| Union San Felipe          | 1 - 4    | Club de Deportes Cobreloa    | 0 - 2 | 1 - 2    |
| CSD Rangers               | 1 - 4    | Santiago Wanderers           | 1 - 1 | 0 - 3 ap |
| Unión Española            | 4 - 2    | CF Universidad de Chile      | 3 - 1 | 1 - 1    |
| Club Deportivo Huachipato | 6 - 2    | CD Coquimbo Unido            | 3 - 2 | 3 - 0    |
| Audax Italiano            | 0 - 2    | Colo Colo                    | 0 - 1 | 0 - 1    |
| Deportes Temuco           | 1 - 2    | CD Universidad de Concepción | 0 - 1 | 1 - 1    |

Quarts de finale :
| Équipe 1                  | Résultat      | Équipe 2                     | Aller | Retour |
| ------------------------- | ------------- | ---------------------------- | ----- | ------ |
| CF Universidad de Chile   | 2 - 2         | CD Universidad de Concepción | 1 - 0 | 1 - 2  |
| Club Deportivo Huachipato | 2 - 1         | Colo Colo                    | 1 - 1 | 1 - 0  |
| Deportes Temuco           | 2 - 4         | Club de Deportes Cobreloa    | 1 - 1 | 1 - 3  |
| Unión Española            | 2 - 3 1-3 tab | Santiago Wanderers           | 2 - 1 | 0 - 2  |

Demi-finales :
| Équipe 1                  | Résultat | Équipe 2                  | Aller | Retour |
| ------------------------- | -------- | ------------------------- | ----- | ------ |
| CF Universidad de Chile   | 3 - 1    | Santiago Wanderers        | 1 - 1 | 2 - 0  |
| Club Deportivo Huachipato | 4 - 5    | Club de Deportes Cobreloa | 2 - 2 | 2 - 3  |

Finale :
| 23 juin 2004 | CF Universidad de Chile | 0 - 0 | Club de Deportes Cobreloa | Estadio Nacional, Santiago du Chili           |
|              |                         |       |                           | Spectateurs : 50 000 Arbitrage : Rubén Selman |

| 30 juin 2004 | Club de Deportes Cobreloa | 1 - 1 a.p. | CF Universidad de Chile | Estadio Municipal de Calama, Calama             |                                                 |
|              | Fuentes 35e               |            | González 52e (csc)      | Spectateurs : 18 000 Arbitrage : Carlos Chandia | Spectateurs : 18 000 Arbitrage : Carlos Chandia |
|              | Tirs au but 4-2           |            |                         | Spectateurs : 18 000 Arbitrage : Carlos Chandia | Spectateurs : 18 000 Arbitrage : Carlos Chandia |

### Tournoi pré-Copa Sudamericana
Les équipes de Primera Division se disputent les deux places qualificatives par le biais d'un tournoi à élimination directe, en matchs aller-retour. Ce tournoi est disputé entre les deux tournois saisonniers. La Copa Libertadores et la Copa Sudamericana étant organisées sur deux semestres différents, un même club peut se qualifier pour les deux compétitions. En cas d'égalité parfaite sur l'ensemble des deux matchs, c'est l'équipe ayant le plus grand nombre de points lors de la première phase du tournoi d'Ouverture qui se qualifie pour le tour suivant.
Tour préliminaire :
| Équipe 1                 | Résultat | Équipe 2           | Aller | Retour |
| ------------------------ | -------- | ------------------ | ----- | ------ |
| Club Deportivo Palestino | 3 - 7    | CSD Rangers        | 2 - 2 | 1 - 5  |
| Union San Felipe         | 0 - 5    | Santiago Wanderers | 0 - 3 | 0 - 2  |

Premier tour :
| Équipe 1                   | Résultat | Équipe 2                     | Aller | Retour |
| -------------------------- | -------- | ---------------------------- | ----- | ------ |
| Club de Deportes Cobresal  | 4 - 3    | Club de Deportes Cobreloa    | 2 - 2 | 2 - 1  |
| Deportes La Serena         | 3e - 3   | CD Coquimbo Unido            | 2 - 0 | 1 - 3  |
| CD Everton de Viña del Mar | 5 - 7    | Santiago Wanderers           | 2 - 5 | 3 - 2  |
| CD Universidad Católica    | 3 - 4    | Colo Colo                    | 1 - 1 | 2 - 3  |
| CSD Rangers                | 1 - 1    | Audax Italiano               | 0 - 1 | 1 - 0  |
| Club Deportivo Huachipato  | 2 - 4    | CD Universidad de Concepción | 0 - 2 | 2 - 2  |
| CD Puerto Montt            | 2 - 3    | Deportes Temuco              | 1 - 1 | 1 - 2  |
| Unión Española             | 1 - 0    | CF Universidad de Chile      | 1 - 0 | 0 - 0  |

Deuxième tour :
| Équipe 1                  | Résultat | Équipe 2                     | Aller | Retour |
| ------------------------- | -------- | ---------------------------- | ----- | ------ |
| Deportes Temuco           | 5 - 5e   | CD Universidad de Concepción | 3 - 5 | 2 - 0  |
| Audax Italiano            | 0 - 5    | Unión Española               | 0 - 2 | 3 - 0  |
| Club de Deportes Cobresal | 4 - 2    | Deportes La Serena           | 2 - 1 | 2 - 1  |
| Santiago Wanderers        | 2 - 2    | Colo Colo                    | 2 - 0 | 0 - 2  |

Tour final :
| Équipe 1                  | Résultat | Équipe 2                     | Aller | Retour |
| ------------------------- | -------- | ---------------------------- | ----- | ------ |
| Club de Deportes Cobresal | 3 - 5    | Santiago Wanderers           | 2 - 2 | 1 - 3  |
| Unión Española            | 0 - 2    | CD Universidad de Concepción | 0 - 0 | 0 - 2  |

## Bilan du tournoi
| Championnat du Chili de football 2004 |                                     |
| Champion                              | CF Universidad de Chile (12e titre) |
| Qualifications continentales          |                                     |
| Copa Libertadores 2005                | CF Universidad de Chile             |
| Copa Sudamericana 2004                | Santiago Wanderers                  |
| Copa Sudamericana 2004                | CD Universidad de Concepción        |
| Promotions et relégations             |                                     |
| Promus en Primera División            | Aucun                               |
| Relégués en Segunda División          | Aucun                               |